# Gentianella coccinea
Gentianella coccinea är en gentianaväxtart som först beskrevs av David Don och George Don jr, och fick sitt nu gällande namn av J.L. Zarucchi. Gentianella coccinea ingår i släktet gentianellor, och familjen gentianaväxter. Inga underarter finns listade i Catalogue of Life.